# Romcon
ROMCON, uneori Romcon, este un acronim pentru Convenția națională a cluburilor și autorilor de science-fiction din România, este o convenție a iubitorilor tuturor genurilor de science-fiction din România care se (dorește a se) ține anual.
În 2012, după ani de întrerupere, ROMCON s-a desfășurat în Timișoara, în zilele de 25 și 26 martie, fiind organizată de către cluburile Helion din Timișoara, Quasar din Iași și Victor Anestin din Craiova.

## Istoric
Printre cele mai importante activități de la Romcon este votarea celor mai bune lucrări science-fiction din anul precedent. Există mai multe secțiuni, cea principală fiind secțiunea „volum“. În ultimii doi ani la aceasta secțiune au câstigat primele două volume din Trilogia Abației a lui Dan Doboș.

## Premii oferite de Rom Con
Romcon oferă diferite premii pentru diferite sub-domenii ale genului științifico-fantastic.

## Ediții
- RomCon 1972, București, 14-15 aprilie 1972, prima ediție;[3]
- RomCon 1972, Craiova, noiembrie, ediția a 2-a;
- RomCon 1973, Timișoara, martie, ediția a 3-a;
- RomCon 1974, Oradea, ediția a 4-a;
- RomCon 1975, București, ediția a 5-a;
- RomCon 1976, Craiova, ediția a 6-a;
- RomCon 1977, București, ediția a 7-a;
- RomCon 1978, Târgoviște, ediția a 8-a;
- RomCon 1979, Oradea, ediția a 9-a;
- RomCon 1980, Timișoara, ediția a 10-a;
- RomCon 1981, Iași, ediția a 11-a;
- RomCon 1982, ediția a 12-a;
- RomCon 1983, București, ediția a 13-a;
- RomCon 1984, Cluj, ediția a 14-a;
- RomCon 1985, Lugoj, ediția a 15-a;
- RomCon 1986, Iași, ediția a 16-a;
- RomCon 1987, Craiova, ediția a 17-a;
- RomCon 1988, Pitești, ediția a 18-a;
- RomCon 1989, Timișoara, ediția a 19-a;
- RomCon 1992, Bistrița, ediția a 22-a;
- RomCon 1993 (Plocon), Ploiești, ediția a 23-a;
- RomCon 2012, Timișoara, 25-26 martie, ediția a 33-a;
- RomCon 2013, Iași, 13-15 decembrie, ediția a 34-a;[4]
- RomCon 2014, Craiova, ediția a 35-a;
- RomCon 2015, Suceava, 18-20 septembrie, ediția a 36-a;
- RomCon 2016, București, 28-30 octombrie, ediția a 37-a;
- RomCon 2017, Râmnicu Vâlcea, 1-3 septembrie, ediția a 38-a;
- RomCon 2018, Reșița, 7-9 septembrie, ediția a 39-a;
- RomCon 2019, Timișoara, 11-12 mai, ediția a 40-a;
- RomCon 2020, on line pe Zoom, 11-12 iulie, ediția a 41-a;
- RomCon 2021, on line pe Zoom, 17-18 aprilie, ediția a 42-a;
- RomCon 2022, on line pe Zoom, 28-29 mai, ediția a 43-a;
- RomCon 2023, on line pe Zoom, 9-10 Decembrie 2023, ediția a 44-a;
- RomCon 2024, Bușteni, 19-21 aprlie, ediția a 45-a.